# 彷徨える河
『彷徨える河』（さまよえるかわ、原題:El abrazo de la serpiente、英題:Embrace of the Serpent）は、2015年のコロンビア映画。監督はシーロ・ゲーラ。実在の学者リチャード・エヴァンズ・シュルテスとテオドール・コッホ＝グリュンベルグの手記を基にしたドラマ映画で、20世紀初頭のアマゾンを訪れた学者と原住民の奇妙なロードトリップを描く。
本作は第68回カンヌ国際映画祭の監督週間で上映され、芸術映画賞を受賞した。オデッサ国際映画祭では作品賞を受賞し、リマ映画祭では作品賞と審査員特別賞を受賞した。さらに第88回アカデミー賞外国語映画賞ではコロンビア映画として初めてノミネートされた。

## あらすじ
1909年と1940年。アマゾン流域で暮らす呪術師のカラマカテの元に、約30年の時を隔ててドイツ人民族学者とアメリカ人植物学者が訪れる。
【09年】先住民族の生き残りで若き呪術師のカラマカテの元に、重い病気を患ったドイツ人民族学者テオドールが、従者のマンドゥカと共に訪れ助けを求める。一旦拒否するが、強力な幻覚作用をもたらすという幻の薬草ヤクルナに興味を持ち、それがあるというコイワノ族の村を目指してカヌーで旅立つ。
テオドールとカラマカテの旅は先住民族の集落を訪れながら、物資調達のため布教地区に立ち寄る。そこでは白人の宣教師が親のいない先住民族の子どもたちを保護して寝食を与え、教育活動をしているようだったが、後に宣教師が少年らを虐待している実態を知り、三人は宣教師を殴り倒し、少年らを逃がして自らも逃げる。
テオドールら三人はコイワノ族の生き残りが暮らす村に着く。徐々にテオドールの身体は衰弱していくが、そこでヤクルナに出会う。しかしその村ではヤクルナを育てていて、その覚醒作用に依存するような暮らしをしていた。聖なる植物に対する不遜な態度に怒ったカラマカテはヤクルナを焼いてしまい、住民が混乱する中、カラマカテを置いて二人はカヌーで逃げる。
【40年】孤独に生きて年老いたカラマカテは、知恵も記憶も失った「チュジャチャキ（無の存在）」となっている。そこにアメリカ人植物学者エヴァンが訪れ、夢が見られないためヤクルナが欲しいと言う。それはかつてのテオドールの著作に記述されていたもので、テオドールはジャングルで死んだが、同行者がドイツに原稿を送って出版されたと聞く。ヤクルナの記憶を失っていたカラマカテだが、記憶が戻るかも知れないとヤクルナ探しの旅に同行する。
ヤクルナ探しの旅をするエヴァンとカラマカテは、先住民族に捕まってしまう。そこには神の子と名乗る長と病気の妻がいて、呪術師のカラマカテは幻覚作用によって彼女を病気から救う。しかしその祝宴の場は狂気じみたカルト集団の様相を呈して二人は逃げる。
エヴァンとカラマカテは、かつてカラマカテがヤクルナを焼いてしまった集落に到着する。そしてエヴァンは自生のヤクルナを飲んで、すぐに幻覚作用が訪れる。広がるジャングルと蛇行する大河、神秘的な力によって大自然と一体になり、気づくと一人になりカラマカテの姿は消えていた。

## キャスト
- ニルビオ・トーレス : 若き日のカラマカテ
- アントニオ・ボリバル・サルバドール : 年老いたカラマカテ
- ヤン・ベイヴート : テオ
- ブリオン・デイヴィス : エヴァン
- ヤウエンク・ミゲ : マンドゥカ
- ニコラス・カンチーノ : 救世主

## 公開
本作は2015年5月15日に第68回カンヌ国際映画祭でプレミアを迎えた。コロンビアでの一般公開は2015年5月21日。日本では2015年11月7日京都ヒストリカ国際映画祭で上映され、その後あいちトリエンナーレ2016期間中の2016年9月に愛知芸術文化センターと岡崎市の松應寺でも上映された。2016年10月29日にシアター・イメージフォーラムや名古屋シネマテーク他で日本での一般劇場公開を迎えた。
アメリカでは公開週末の興行成績が2015年公開の外国語作品中第1位となった。アメリカでは異例のヒットを記録し、フランスでもロングラン上映された。